# Blackfoot (музичка група)
Блекфут (енгл. Blackfoot) је амерички Јужни рок бенд из Џексонвила, Флорида, Сједињене Државе, формиран током 1969. Такође су били познати и по Хард рок музици. Првобитна постава се састојала од гитаристе и певача Рики Медлок, гитаристе Чарли Харгет, басисте Грег Т. Волкер и бубњара Џексон Спирс.
Они су имали низ успешних албума током 1970-их и раних 1980-их.

## Историја

### Ране године
Током пролећа 1969, Рики Медлок и Грег Т. Волкер су упознали рађеног Њујорчанина Чарлија Харгрета у Џексновилу и организовали бенд Фреш Гараж у коме је Медлок свирао бубњеве и био вокал, Волкер бас гитару, Харгрет гитару и Рон Сциабарис клавијатуру. Свирали су већину својих шоуа у клубу стрипова на улици Forsyth Street.
Те јесени, Фреш Гараж се разрешио након одласка Сциабариса, који је регрутован и послат у Вијетнам. Међутим, Медлок, Волкер и Харгрет су се прегруписали и формирали бенд Хамер, при чему је Медлок прешао на вокалисту/гитаристу и са новим члановима Џексон Спајрес (свирао бубњеве; рођен 12. априла 1951, умро 16. марта 2005), Дејвит Гибс (свирао клавијатуру) и Џери Замбито (свирао гитару) који су се придружили бенду. Гибс и Замбито су претходно глумили у филму Тангерин. Ускоро су се преселили у Гајнесвил, Флорида да буду кућни бенд од клуба Dub's, добро познатог стриптиз клуба на периферији града.
Почетком 1970. године бенд се преселио на Менхетн, након што му је пријатељица, која је радила у музичкој издавачкој компанији, рекла свом шефу о бенду и он их је преселио у Њујорк Сити.
Током раног пролећа исте године, бенд је, након након што су сазнали за још један бенд на Западној обали под називом „Hammer", одлучили да промене име њиховог бенда у Блекфут да би претстављали америчко индијанско наслеђе својих чланова: Џексон Спајрес (из Оклахоме) имао је полу чајанског полу француског оца и чироканску мајку; Рики Медлоков отац је био Лакота Сиукс и Блекфутов индијанац, и његова мајка полу Гркиња полу Чироканка, Шкоткиња и Иркиња; Грег „Two Wolf' Волкер је делом рода из источне грчке (Мускоги), федеративно признатог индијског племена Флориде. Чарли Харгет је био једини белац у оригиналу, класична постава.
Када бенд није успео да стекне уговор као резултат пресељења, Гибс је напустио бенд и Медлок је почео да свира ритам гитару сво време.
Током пролећа 1971, Медлок и Болкер су прихватили понуду да се придруже Линирд Скинирд и Блекфут је једно време прекинуо. Још у ивек у Њу Џерзију, Чарли Харгрет је кратко свирао у бенду, Без имена, који је формиран око њега. Вежбали су у Бондијевој кући близу Морстауна и укључујући Њу Џерзијевог локалисте Стив Бондија који свира гитару, Берт Кари који свира бас гитару и Енди Пиблс који свира бубњеве. "Но Наме" су накратко свирали обраде као и оригиналне песме у Буд језеру и Стенхоупу, Њу Џерзи. Било је кратког покушаја прегруписања, али Медлок је опет одустао и Волкер се придружио бенду Укрстена држава на кратко време. Харгрет је остао на северу, живеци у Хакетстоун, Њу Џерзи.
Током августа 1972. године, Блекфутов стари пријатељ и путник, Џон Василио, је посетио Харгрета са Раидсвилом, Северна Каролианским басистом Леонар Стадлер из бенда Блекбери Хил. Харгретт је одлучио да се пресели у Северну Каролину и позвао је Медлока, који је до овог тренутка напустио Линирд Скинирд, да реформише Блекфот са Стадлером на бас гитари и Спиерс који се вратио као бубњар.Дени Џонсон (касније са бендовима Дерингер и Степенвулф), из лузијанске групе, Аксис, је био запослен као други гитариста. Али Медлок је убрзо поново одлучио да буде и главни вокалиста и гитариста, тако Џонсоново место у бенду је било кратко.
Током лета 1973, Стадлер је напустио групу након што му је откривен тумор на једном плућном крилу. Касније се распала, али Стадлер је одлучио да напусти секуларну музику како би се придружио еванђеоској групи.На крају је постао методистички министар.Грег Т. Волкер је у том тренутку позван да се придружи.
До 1974. године, бенд је вратио базу операција на североисток (Северни Њу Џерси), а Медлоцке је развио чворове на својим гласницама и привремено изгубио глас. У бенд је доведен још један певач, Патрик Џуде. Након неког времена Медлок је могао поново да пева и Џуд је отпустен. Убрзо након тога, Медлок и Волкер послали су продуцентима / сесијским играчима Јимију Џонсону и Давиду Худу копију Блакфутовог материјала. Џонсон и Худ су радили са Медлокеом и Волкером у Muscle Shoals, Алабама кад су снимали са Линирд Скајлирд. Компанија Исланд Рекордс није објавила резерве током 1975. године у оквиру договора који је организовао тадашњи менаџер Блекфута Лоу Манганело, а њихов други албум, Флајинг хај је продала компанија Епик Рекордс током 1976. године.Оба албума су снимили Џон и Худ.

### Средина 1970-их
Крајем 1975, живели су у Гејинсвилу, на Флориди. Током 1977, они су сарађивали са Блек Оак Арканзас' менаџером, Буч Стоном, који их је ангажовао као подршку за једног од његових клијената, Руби Стар, који је Арканзасу био пратећи вокал, али је сада самозапослен. Након завршетка сукоба са Рубијем током 1978, срели су менаџера Али Нали, групе Бронсин Стеиншона, и његовог пертнера Џеј Фреја, који им је направио уговор са АTCO Рекордс.
Албум Strikes произведено од Ал Налија и пројектовано од Бронсин Стеиншона бубњара Хенрија Века, je снимљен у Неиловом студију у подруму у Ен Арбор, усавршен у Јануару 1979. Било је суђено да то буде Блекфуту најуспешнијe. Песма "Train, Train", коју је написао Рикијев деда, „низак" Медлок, је постала њихов први успех и најпознатија песма. Каснијих година "Highway Song" показала се као још један успех.
Група је током 1979 често имала наступе; крајем године су присуствовали групи Ху у Понтијаку, током развијања њиховог следећег албума "Tomcattin", који је пуштен у продају током 1980. Наставили су да објављују албум "Marauder" током 1981. и "Highway Song" током 1982.

### 1980-их
Током раних 1980-их, „Јужни рок" жанр сматран је пролазницима поп музичке штампе, па је бенд почео да покушава да донекле промени свој стил. Одлучили су да још једном додају клавијатуру у групу. Организатор Кен Хенсли (бивши Јураја Хип) је био контактиран и пристао да се придружи 1982. у време њиховог следећег албума, Siogo. Али због слабе продаје Siogo-а, бенд је мислио да ће их можда морати „модернизовати“ за нову МТВ генерацију. Мислило се да можда Харгрет са његовим „бајкерским стилом“ изгледа није прикладан за телевизију. Харгрет је невољно да прекине посао са бендом током јануара 1984, посто није свирао за њихов следећи албум, Vertical Smiles, који је снимљен у Атланти у касној 1983 са бившим инжењерем бенда Yes Едијем Офордом. Овај албум је одбијен од стране Atco-а. Али обновљена верзија, која је коначно објављена у октобру 1984, такође није успела добро да се прода.
Кан Хенсли, није више навикнут на Блекфутов интезивни распоред турнеја, престао је крајем 1984 и био је замењен са бившим певачем и гитаристом бенда Axe, Бобијем Бартом. Али до децембра 1985, са њиховим опадањем популарности и постајањем што кавалитетнијих ангажмана малобројно, бенд је одлучио да одустане. Током фебраура 1986. компанија Блекфут се распустила. Медлок је одлучио да настави са новим тимом која је укључивала Доуга „бинга" Бера (клавијатура, синтетика, резервни вокал, бивши Whiteface), Џери „чаробњак" Сеи (бас, пратећи вокал, из Mother's Finest) и Харолд Сеи (бубњеви, удараљке). За свој албум Рик Медлок и Блекфут из 1987. (њихов последњи албум за Атлантик плоче (Atlantic Records)), нова група је покушавала више стил радија звука рок музике из 1980-их. Џеф Стивенс је свирао бас гитару за једну нумеру.
Током 1988, „чаробњак" и Сеи су напустили и Гунер Рос (бубњеви, удараљке), басиста Марк Мендоза (раније из The Dictators) и Нил Казал (гитара) су запослени. Мендоза је одустао до краја године и Рики Мајр (бивши из бенда Lizzy Borden) почео да свира бас гитару за бенд током почетка 1989. године.

### 1990-их
Током 1990, нови албум, Medicine Man, је објавила независна компанија Луп.
До 1992, Медлок је поново обновио тим и запослио још три свирача: гитаристу Марка Ворпела (бивши предњи човек бенда Ворп дриве из Милвокија, који је такође урадио неки студијски посао за Медлока за раније албуме), Бени Рапа (бубњеви, удараљке и бивши свирач бенда Вајтфејс) и Тим Стансон на бас гитари. Још један нови албум, After the Reign, је објављен током 1994. од стране компаније Вајлдкет и, као Medicine Man, је имао нешто по старом стилу бенда. Такође током 1994, је објављена колекција од the Rhino Records: Звечарка рок ен рола, најбоље од Блекфута (Rattlesnake Rock N' Roll: The Best of Blackfoot).
До 1996. године Блекфут су били: Медлок, бубњар Стет Ховланд, Џон Хаусли (из Рагади Ан) за пратећу и ритам гитару и Брус Барнес (из Едвина Дареа) за бас гитару. Исте године Медлок се придружио Линирд Скајнирд-у, овог пута као гитариста. Али је наставио са турнејом Блекфута одајући почаст свим датумима резервисаним до 1997. године, а затим је групу распустио да се концентрише на Линирд Скајнирд.
Уживо на „Тhe Кing Biscuit Flower Hour", снимање концерта из 1983. године, је објављено почетком 1998. и ЕМИ је објавио уживо током 2000, такође објављено из врхунца бенда.

### 2004-2011
Током 2004. године дошло је до другог оживљања Блекфута са оригиналним члановима Џeксон Спирс, Грег Т. Волкер и Чарли Харгрет. Када је Медлок отишао из групе главна улога вокала била додељена Бобију Барту (члану бенда Екс). Спајрес је изненада умро 16. марта 2005. године, у својој 53. години, од анеуризма, али је бенд одлучио да истраје. У складу са вољом Спајерс-а, Аустралијски бубњар Кристоф Улман је ангжован као нови бубњар. 
Током 2006. године, венд је имао турнеје и придружио им се Џеи Џонсон из бенда Скини моли (син Џејна Џонсона, њихов оригинални копродуцент) за гитаристу и вокалисту, након што је Барт остављен са стране због операције рамена и врата. Барт је наставио да наступа касније те године, јер је Џонсон остао мало времена. Током новембра 2006, Улман је отишао да се врати у Аустрију и наследио га је Марк Меконел. У априлу 2007. године Блекфут је распусио Џона и Меконелија. Те године је бенд имао турнеје и сачињавао су га басисте Волкер, Харгрет, Барт и бубњар Мијкл Соларс. Касније те године је објављен ужив DVD. У 2009. години Скот Црег је запослен као бубњар да наследи Соларс-е. 
Током пролећа 2010, Барт је био приморан да оде на хитну операцију леђа. Бивши гитариста бенда Лнирд Скајнирд (Lynyrd Skynyrd) по имену Мајк Естес и тренутни вокалиста/гитариста за Скини моли је тада запослен за водећег вокалисту/гитаристу, а Курт Питро (бубњар бенда Скини моли) је заменио Скота Крега на бубњевима. На лето 2011, Чарлија Харгрета је заменио Ренди Пек.

### 2012-2015
У 2012. години, Рики Медлок је реформисао Блекфут са потпуно новом поставом, са њим као њихов продуцент. 
Волкер, Харгрет, Естес и Пиетро су се накнадно регруписали под именом Фајерд ганс. У 2015. години, Волкер, Харгрет, Барт и Улман су поново почели да наступају заједно под бендом по називу Вориорс прајд. Мелдок је наставио да наступа са бендом Линирд Скајнирд.

### 2016
5. августa 2016. године, Блекфут је избацио њихов први албум на двадесет година, Southern Native. Видео за песму и узорци су објављени 2. августа 2016. године преко редовних канала и друштвених мрежа.
Иако у њему тренутно нема чланова који су основали бенд, Медлок се придружује бенду на позорници на одређеним концертима.

## Састав
Тренутни чланови
- Тим Рози  - главна гитара, вокал (2012- )
- Џеф Шилдс - главни вокал (2017- )
- Сет Летстер - ритам гитара (2017- )
- Весли Џејмс Мицелфлед - бубњеви (2019- )
- Џон Ли - бас гитара (2019- )

Бивши Чланови
- Рики Медлок - вокал, гитара, бубњеви (1969–1971, 1972–1997)
- Грег Т. Волкер- бас гитара, пратећи вокал, клавијатура (1969–1971, 1973–1986, 2004–2011)
- Чарли Харгет - гитара (1969–1971, 1972–1984, 2004–2011)
- Џексон Спирс - бубњеви, удараљке, пратећи вокал (1969–1971, 1972–1986, 2004–2005; умро 2005)
- Девит Гибс - клавијатура, пратећи вокал (1969–1970)
- Рон Сијабарси -клавијатура (1969)
- Џери Замбито - гитара (1969)
- Леонард Штадлер - бас гитара (1972–1973; died 2012)
- Дени Џонсон - гитара (1972)
- Патрик Џуд - бокал (1974)
- Руби Стар - вокал (1977-1978)
- Кен Хенсли - клавијатура, гитара, ратећи вокал (1982–1984)
- Боби Барт - главни вокал, гитара, клавијатура (1984–1986, 2004–2006, 2006–2010)
- Дуг Баре - клавијатура, пратећи вокал (1986–1992)
- Џери "Wizzard" Сај - бас гитара, пратећи вокал (1986–1988)
- Хариод Сај- бубњеви, удараљке (1986–1988)
- Џеф Стивенс - бас гитара (1987)
- Ганер Роз - бубњеви, удараљке (1988–1992)
- Нил Казал - гитара (1988–1992; умро 2019)
- Марк Мендоза - бас гитара (1988)
- Рики Мајр - бас гитара, пратећи вокал (1989–1992)
- Марк Ворпел - гитара, синтисајзер (1992–1996)
- Тим Штанзон- бас гитара (1992–1996)
- Бени Рапа - бубњеви, удараљке (1992–1994)
- Штет Хауленд - бубњеви, ударљке (1994–1997)
- Џон Хусли - гитара (1996–1997)
- Брис Барнес - бас гитара (1996–1997)
- Кристоф Улман - бубњеви, ударљке (2005–2006)
- Чак Спајрс - бубњеви, ударљке, пратећи вокал (2005)
- Џеј Џонсон - гитара, вокал (2006–2007)
- Марк МкКонел - бубњеви, ударљке (2006–2007; died 2012)
- Михаел Соларс - бубњеви, ударљке (2007–2009)
- Скот Крег - бубњеви, ударљке (2009–2010)
- Мајк Истес - гитара, вокал (2010–2011)
- Курт Пиерто - бубњеви, ударљке (2010–2011)
- Ренди Пик - гитара (2011)
- Мет Анастаси - бубњеви, вокал (2012–2019)
- Боби Кенпертер - бас гитара (2012–2017)
- Син Камберс - главни вокал, гитара (2012-2014)
- Филип Соус  - главни вокал, гитара (2012)
- Христофер Вилијамс - бубњеви, вокал (2012)
- Џереми Томас - гитара, вокал (2014-2016)
- Рик Красовски - гитара, вокал (2016-2017)
- Дерек ДеСантис - бас гитара, вокал (2017–2019)
- Пирсон Викер - бубњеви (2019)
- Томи Скот - бас гитара (2019)